# Dudince
Dudince (en húngaro Gyűgy) es un balneario ubicado en el sur de Eslovaquia. Tiene una población estimada a final del año 2024 de 1362 habitantes.
La primera mención escrita a este balneario data de 1284. Dudince es famosa por sus aguas minerales medicinales y por sus spas.

## Demografía
| Año        | 1994 | 2004    | 2014    | 2024    |
| ---------- | ---- | ------- | ------- | ------- |
| Población  | 1591 | 1521    | 1444    | 1362    |
| Diferencia |      | −4,39 % | −5,06 % | −5,67 % |

| Año        | 2023 | 2024    |
| ---------- | ---- | ------- |
| Población  | 1376 | 1362    |
| Diferencia |      | −1,01 % |